# Монастырь кармелитов (Хайфа)
Монастырь Стелла Марис, или Монастырь Богоматери Горы Кармель в Хайфе — монастырь Ордена босых кармелитов XIX века, расположенный на склонах Горы Кармель в Хайфе (Израиль). На территории монастыря находится Пещера Ильи-пророка.

## История
Ядро монастыря кармелитов образовалось в XI веке. В XII в., в период владычества в регионе крестоносцев, группы религиозных отшельников начали заселять пещеры этой области в подражание пророку Илии. В 1209 г. их лидер и приор (обозначенный в уставе лишь как "Брат Б" — хотя иногда делаются утверждения, несмотря на отсутствие подтверждающих доказательств, что это был либо Св. Брокар, либо Св. Бертольд) попросил патриарха Иерусалимского Святого Альберта снабдить группу письменным уставом жизни. Это был исходный акт ордена, принявшего наименование "Орден братьев Богоматери горы Кармель" или кармелиты. Ораторий был посвящён Деве Марии в её аспекте Богоматери, Звезды Моря (лат. Stella Maris). Окончательно устав и основные положения ордена кармелитов сформировались к концу 1240-х годов.
Начиная с 1238 г. и далее орден кармелитов начал основывать дома по всей Европе. В 1254 г., в конце седьмого крестового похода в Святую Землю, Людовик IX взял с собой обратно во Францию шестерых кармелитов. В 1263 г. в месте, сейчас находящемся в пределах Французского Кармеля, вырос монастырь, просуществовавший 28 лет: когда в 1291 г. Сент Жан д’Акр пал, монастырские отшельники были принуждены мамлюками покинуть обжитые места, уйти через Атлит в Европу.
В 1631 г., заключив особый договор с правителем Кармеля, Босая ветвь Ордена вернулась в Святую Землю, ведомая преподобным отцом Проспером. Он организовал постройку маленького монастыря на мысе на горе Кармель, близ маяка. Почему монахи перебрались поближе к маяку — сказать трудно. Братья жили там до 1761 г., когда Дахир аль-Омар, в тот период практически независимый правитель Галилеи, приказал им освободить участок и разрушить монастырь.
Тогда Орден перебрался на нынешнее место, то есть прямо над гротом, в котором, как говорят, жил пророк Илия. Здесь, в течение семи лет (1767—1774 гг.), член Ордена брат Джамбатиста Касини построил большую церковь и монастырь, прежде очистив участок от руин средневековой греческой церкви, известной под названием «Аббатство Св. Маргариты», и часовни, относящейся, как полагают, ко временам Византийской империи.

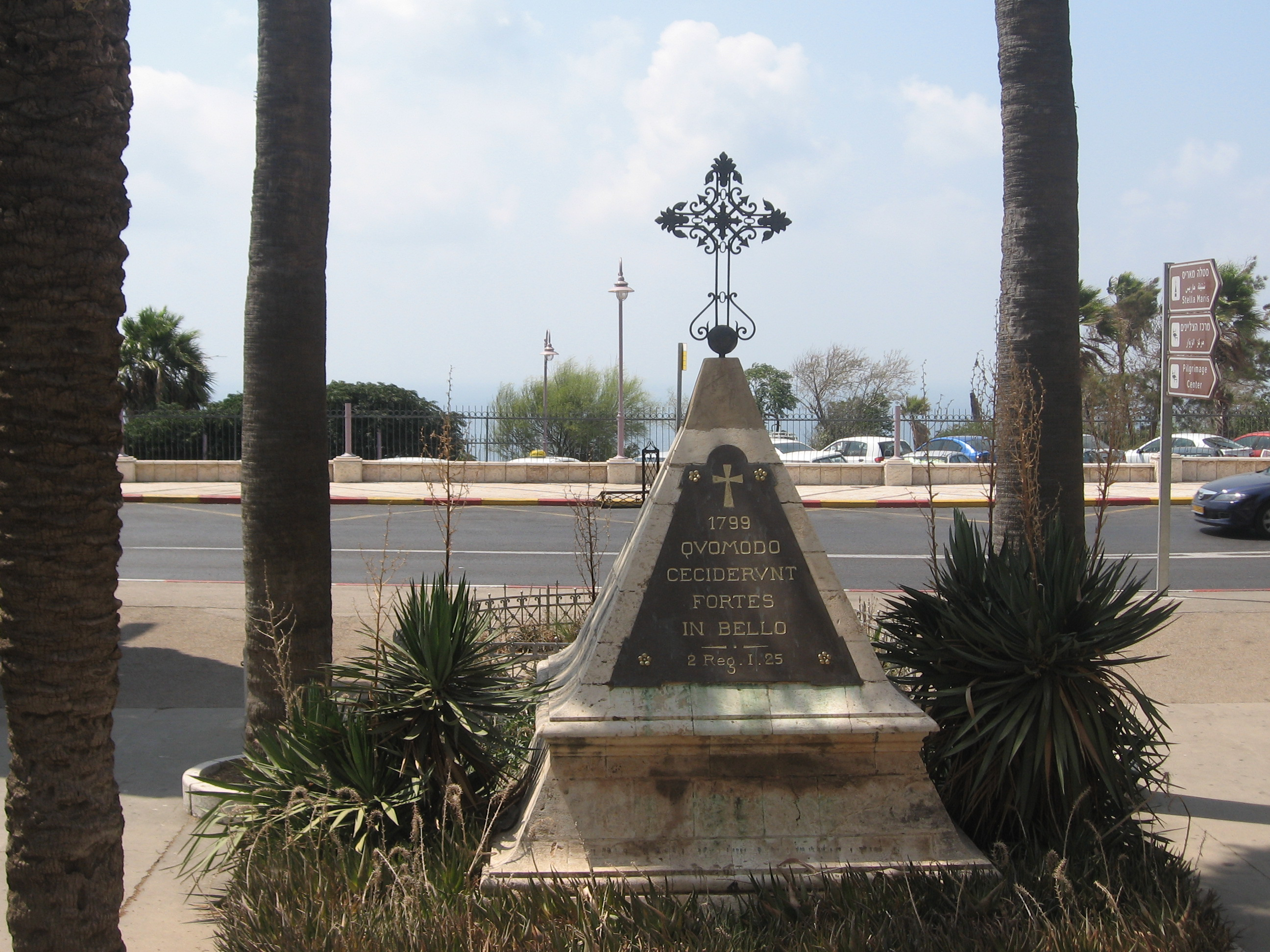
Монумент солдатам Наполеона

Эта новая церковь была серьёзно повреждена во время Наполеоновской кампании 1799 года. В монастыре были размещены больные и раненые французские солдаты. Когда, потерпев поражение у стен Акко, Наполеон отступил, солдаты в результате жестокой резни были перебиты турками, которые разграбили и разрушили монастырь и изгнали братьев. Изгнанные монахи были вынуждены покинуть Святую землю и уехать в Европу.
В 1804 году они отправили в Святую землю, для выяснения обстановки, отца Юлиуса. Священник первым делом перезахоронил останки наполеоновских солдат и поставил над братской могилой небольшой памятник-пирамиду, что и сегодня можно видеть перед входом в монастырь. Узнав об этом, наместник турецкого султана в Акко пришёл в ярость и приказал взорвать всё, что осталось от некогда существовавшего монастыря, дабы предотвратить возвращение монахов.
В 1821 г. Абдалла Паша из Акры приказал полностью уничтожить руины церкви, чтобы они не могли служить фортом его врагам в то время, пока он атаковал Иерусалим. Строительные материалы были использованы для постройки летнего дворца Абдаллы Паши и маяка, которые в 1831 г. были снова проданы ордену кармелитов.
Нынешние церковь и монастырь, построенные согласно распоряжениям Касини после того, как члены Ордена добились официального разрешения на возврат собственных земель, начали функционировать в 1836 г. . Тремя годами позже папа Григорий XVI пожаловал церкви наименование малой базилики, и теперь она известна как «Стелла Марис», что значит Звезда Моря. В течение большой части XX в. она была занята армией — сначала британской, а затем израильской, — но по окончании срока аренды снова передана Ордену.

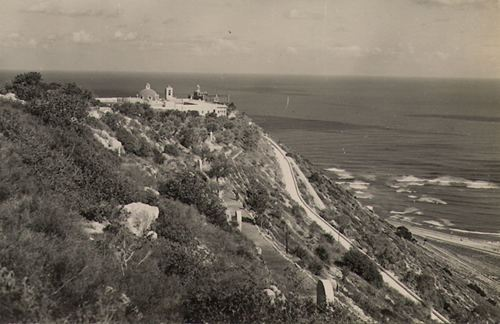
Монастырь кармелитов в Хайфе, 1890.

## Кармелитский центр

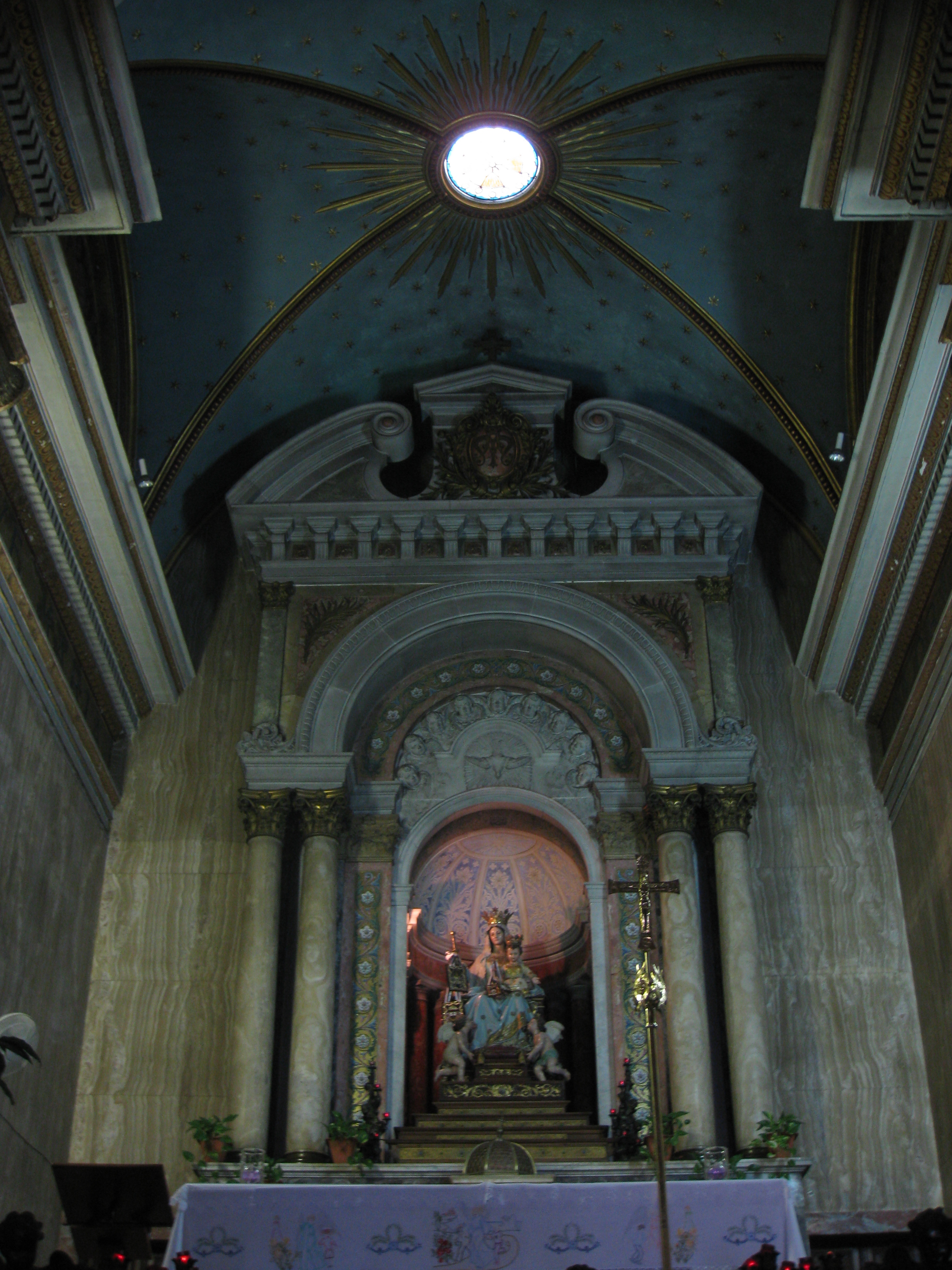
интерьер церкви

Монастырь служит для всего мира центром кармелитской духовности. Главной частью монастырского комплекса является собор, получивший от римского папы почётное звание «Церкви-матери» и статус мирового центра кармелитского ордена. Во время сооружения церкви братья подвергались атакам со стороны своих соседей и должны были защищать свою собственность и гостей церкви. По этой причине первый этаж церкви построен из толстых стен с небольшим количеством маленьких отверстий, закрытых решётками. Прямо над входной дверью водружён символ Ордена.
Главная церковь монастыря напоминает фигуру креста. Архитектура собора отличается четкостью и строгостью линий, не имеющих, в отличие от прочих католических храмов, архитектурных излишеств. И, тем не менее, собор красив. Прекрасны витражи Бельи; крытый потолок зала декорирован яркими рисунками, основанными на мотивах из Старого и Нового заветов: Илия возносится к небесам, Давид перебирает струны своей арфы, пророк Исайя, Святое Семейство и четыре евангелиста. По периметру великолепного плафона купола Луиджи Поджи написаны латинские тексты библейских стихов. Им же расписана и алтарная часть, в которой стоит вырезанная из ливанского кедра изящная фигура девы Марии, держащей Иисуса на своих коленях, с терракотовой головой, изваянной Коронтой. Статуя называется «Наша госпожа Кармель». Считается, что именно здесь, в нише пещеры, отдыхала Мадонна с младенцем на руках по пути из Египта в родной Назарет.
Ступени платформы ведут к выдолбленной пещере, в которой поверх статуи Илии был построен каменный алтарь. Новые рельефы, посвящённые кармелитским персонажам, воздвигнуты во всех четырёх углах центральной залы. У западной стены церкви расположен большой орган, на котором играют во время религиозных церемоний и специальных концертов, посвящённых церковной музыке.
Кроме собора, в монастыре имеется ряд служб, учебных и жилых помещений, прекрасная библиотека и музей с находками, обнаруженными на месте византийского монастыря, где во времена крестоносцев была крепость тамплиеров.
Во главе монастырской общины, состоящей из 9 монахов, людей высочайшей культуры, знающих минимум по 5-6 языков, стоит викарий, назначаемый Ватиканом и подчиняющийся непосредственно Папе. Так как этот монастырь является центральным монастырем ордена, сюда для обучения и стажировки приезжают монахи со всех стран мира, и на постоянных семинарах единовременно проходят курс от 15 до 22 слушателей. Монахам, кроме повседневной монастырской работы, вменяется в обязанности проведение экскурсий по собору и территории, чтение лекций и семинаров по истории и искусству ученикам хайфских школ.
Одежда членов ордена весьма скромна: темно-коричневая сутана, из-под которой выглядывает кисейно-белая полоска воротничка. Это повседневное облачение, резко отличающееся от парадного, расшитого золотом и дорогими каменьями, демонстрируемого почётным посетителям и надеваемого в особо торжественных случаях.
Монастырская жизнь не требует от монахов слишком жестких ограничений. Единственное, что должно выполняться неукоснительно, — соблюдение обета безбрачия.

## Конфликт с хасидами
Помимо пещеры Ильи-пророка на территории монастыря находится также пещера, где, согласно еврейской традиции был похоронен пророк Елисей.
Летом 2023 года молитвы бреславских хасидов у входа в монастырь и попытки пройти к пещере несколько раз приводили к стычкам между иудеями и христианами.

## Галерея

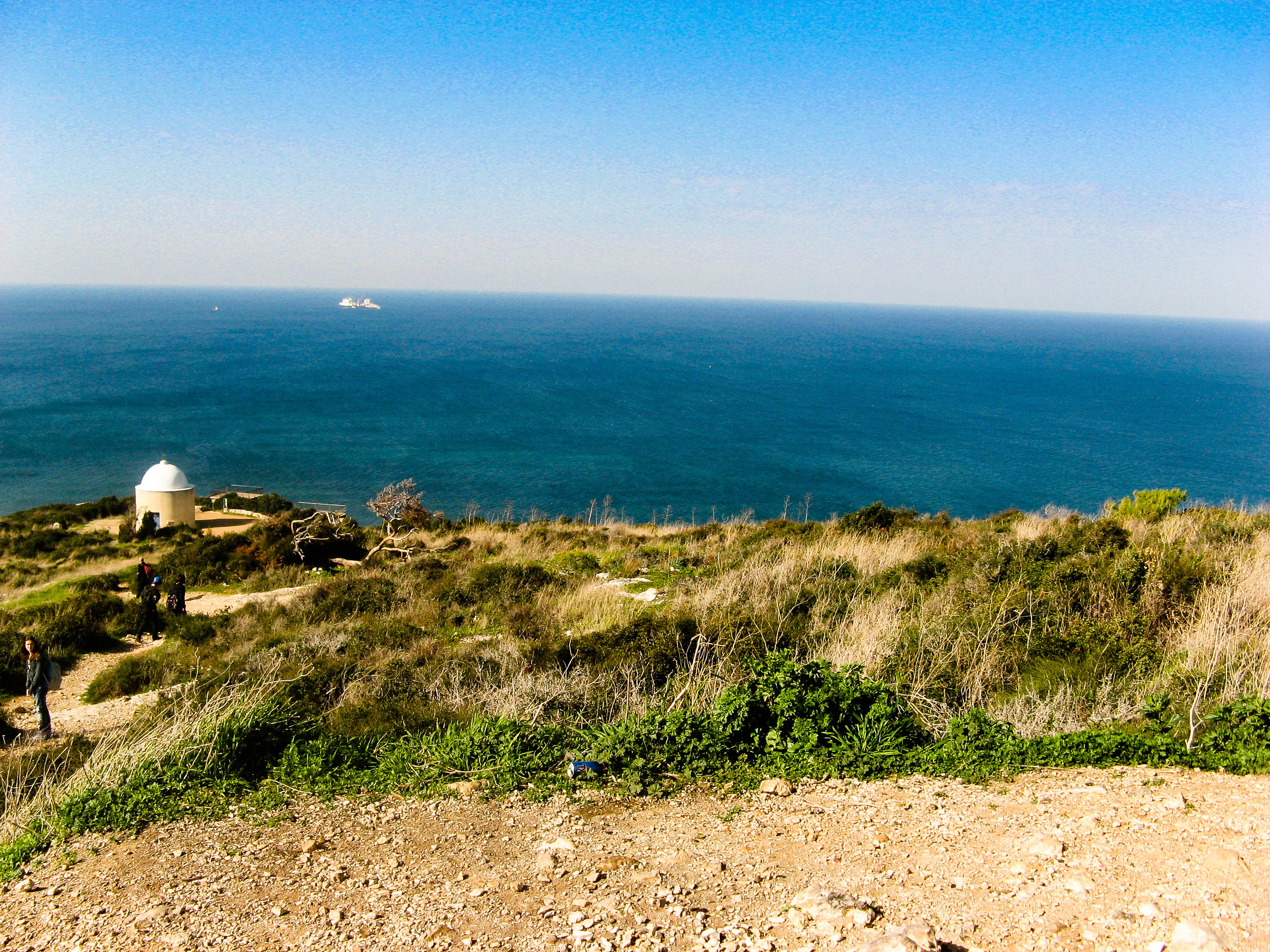
Вид из монастыря
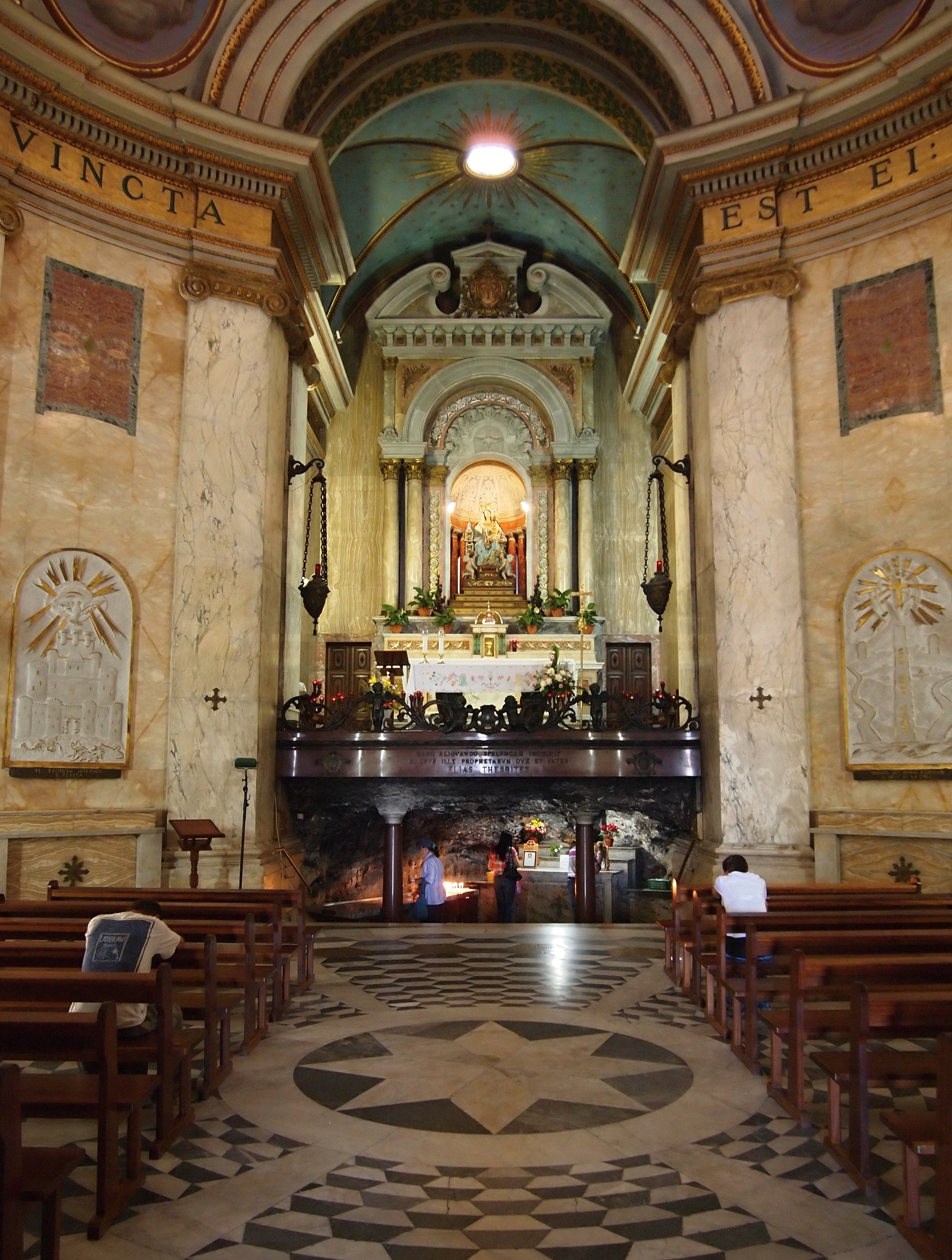
Интерьер церкви Стелла Марис
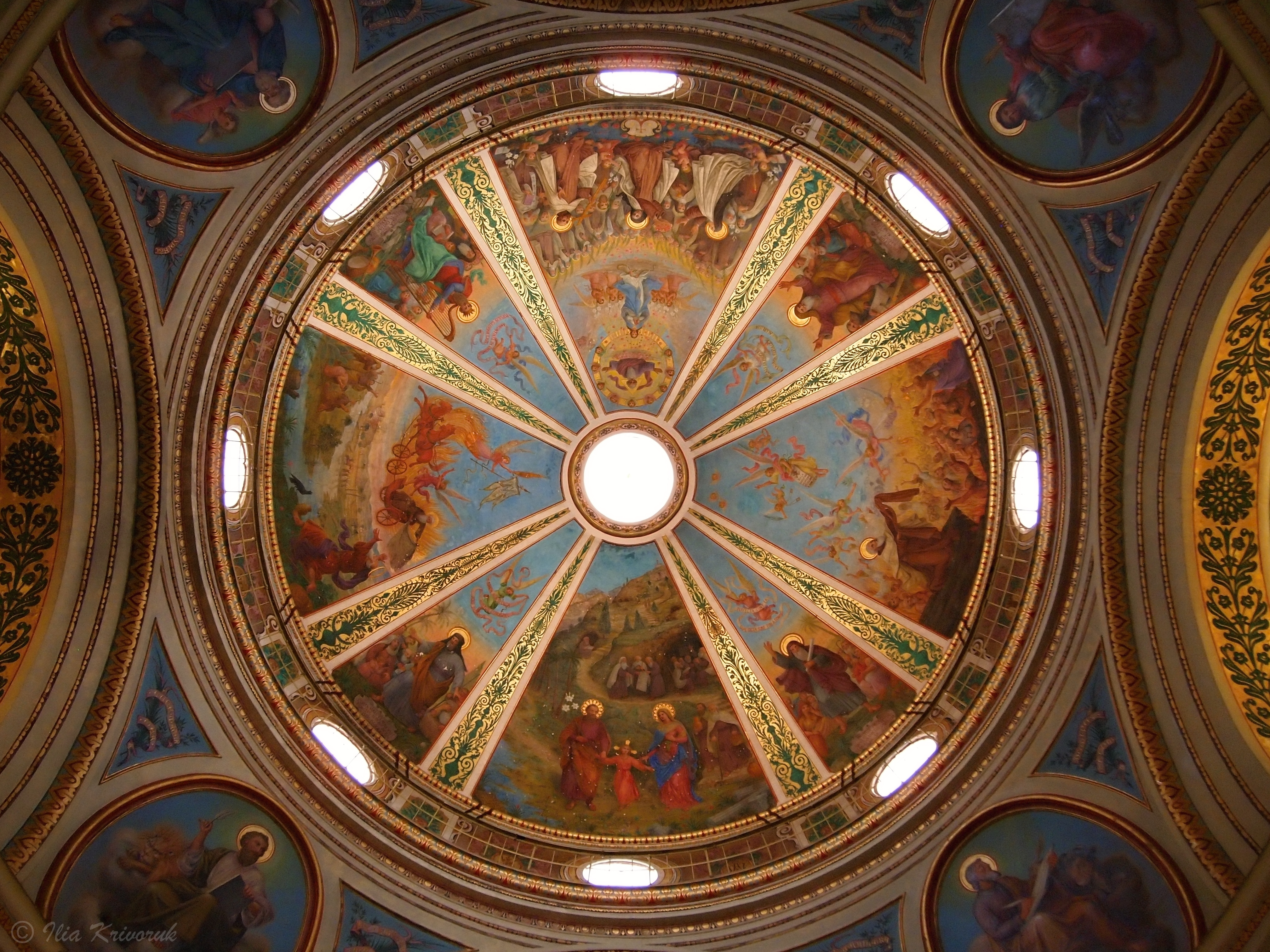
Купол церкви Стелла Марис
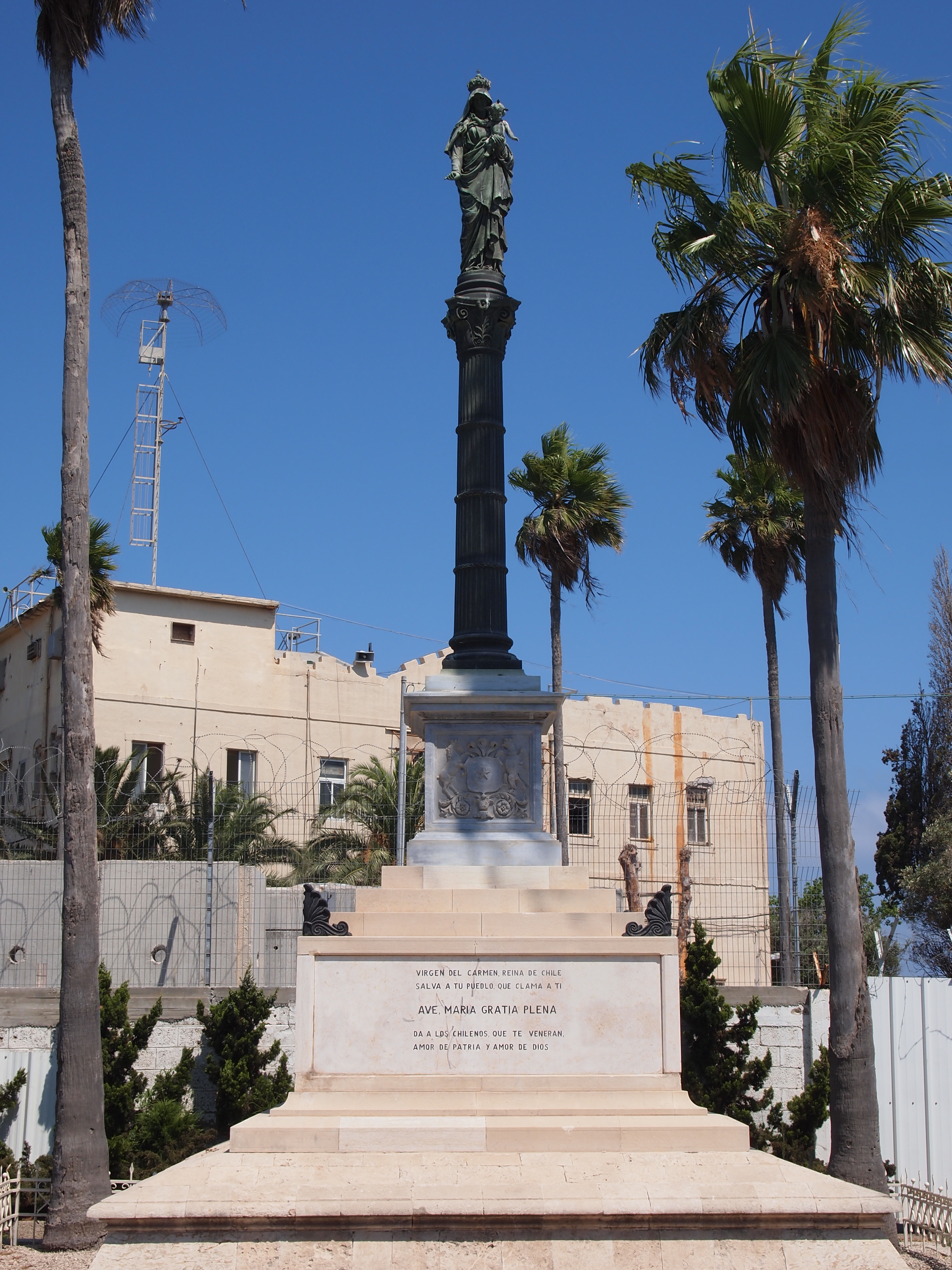
Монумент Стелла Марис и маяк на заднем плане
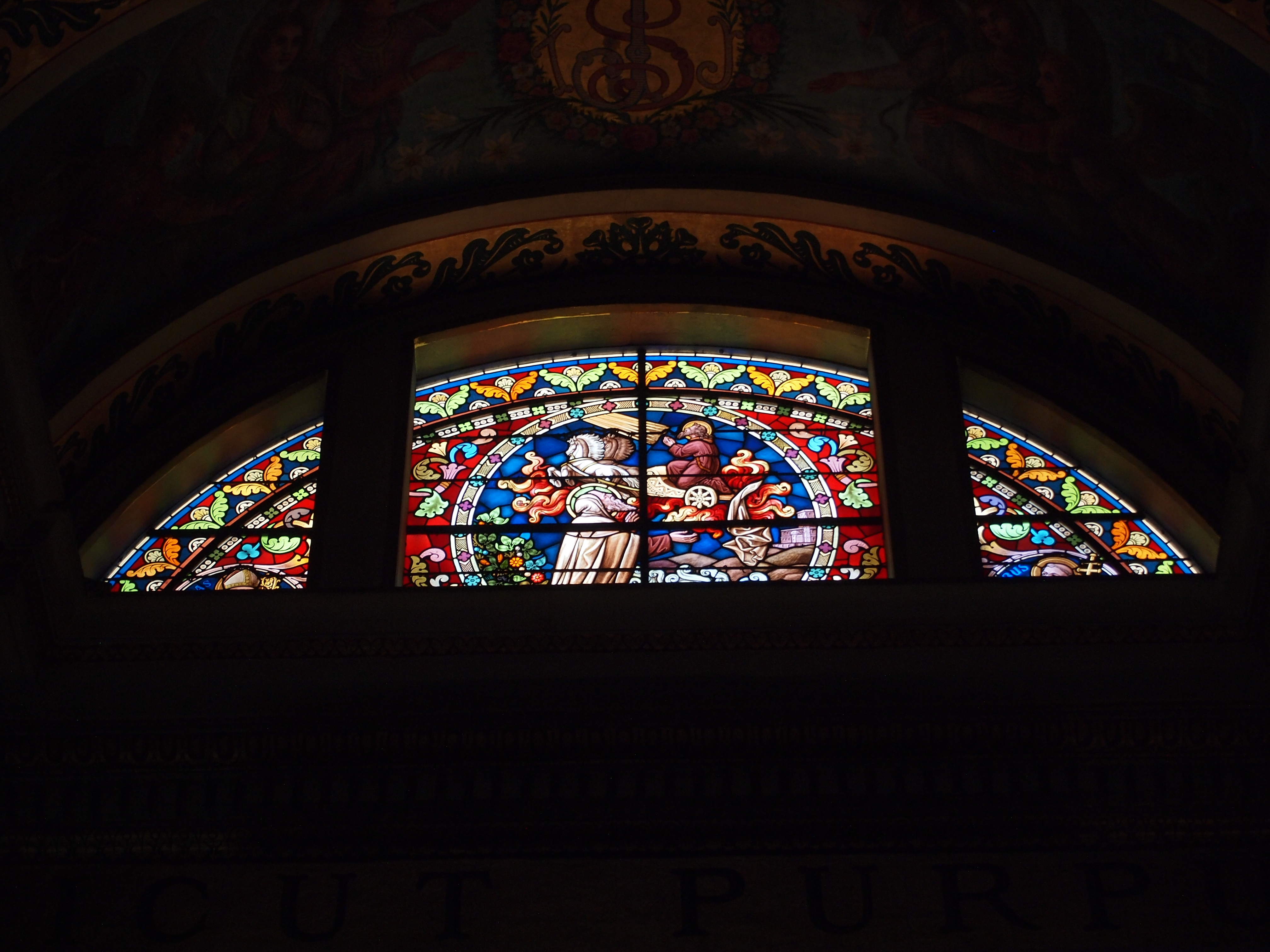
Витражные окна, изображающие пророка Илию
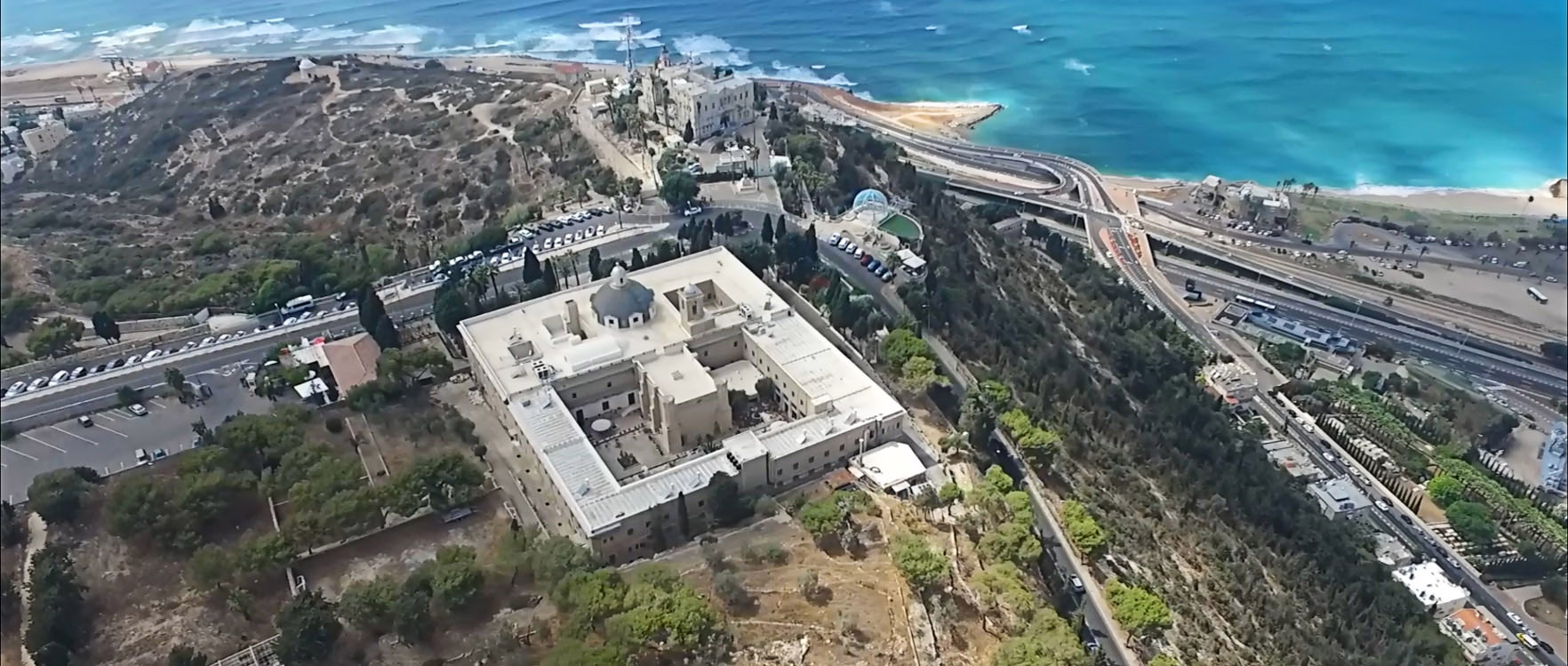
Вид с воздуха